# Герб Мучкапского района
Герб муниципального образования Мучка́пский район  Тамбовской области Российской Федерации.
Герб утверждён решением Мучкапского районного Совета народных депутатов от 5 августа 2010 года № 8.
Герб внесён в Государственный геральдический регистр Российской Федерации под регистрационным номером 6365.

## Описание герба
«В червлёном поле — стоящая на включённой лазоревой оконечности, обременённой девятью (5 и 4) серебряными восьмилучевыми звёздами, серебряная бревенчатая ветряная мельница».
Герб Мучкапского района в соответствии с Методическими рекомендациями по разработке и использованию официальных символов муниципальных образований (Раздел 2, Глава VIII, п.п. 45-46), утверждёнными Геральдическим советом при Президенте Российской Федерации 28.06.2006 года может воспроизводиться со статусной короной установленного образца.

## Обоснование символики
Фигуры герба и его цвета символизируют природные и экономические особенности Мучкапского района.
Мучкапский район расположен в юго-восточной части Тамбовской области. Основное направление района — сельское хозяйство и перерабатывающая промышленность.
Мельница — символ перерабатывающей промышленности развитого сельского хозяйства района, в которые входят 5 цехов по переработке зерна на муку, а также крупные сельхозпредприятия ПО «Мучкапхлеб» и ОАО «Мучкапхлебокомбинат», налоги от которых являются основной частью поступлений в казну района.
В составе района образовано 1 городское и 8 сельских поселений. 9 звёзд — символ поселений, составляющих единый район. Символика звезды многозначна:
 — символ путеводности, озарения, веры;
 — символ бесконечности, вечного счастья, успеха;
 — восьмиконечная звезда — символ закона и права.
Червлень (красный цвет) — символ труда, мужества, жизнеутверждающей силы, красоты и праздника.
По территории района протекает крупная река Ворона и две поменьше — Большая Алабушка и Мокрый Карай. Вдоль реки Вороны тянутся лесные массивы государственного фонда. Помимо рек на территории района есть 43 пруда.
Лазурь (голубой цвет) символизирует реку Ворона и другие водные объекты, расположенные на территории района. Лазурь также символ возвышенных устремлений, искренности, преданности, возрождения.
Серебро — символ чистоты, открытости, божественной мудрости, примирения.

## История герба
В 2005 году был выпущен сувенирный значок с эмблемой Мучкапского района: «В лазоревом поле серебряный колос в серебряной шестерне. В лазоревой вольной части щита золотой улей, над которым три золотые пчелы полукругом» (эмблема официально не утверждалась).
Позже, тамбовской компанией «Архимед» были разработаны ещё два проекта герба Мучкапского района на которых были изображены в разных вариантах — гербы Тамбовской, Воронежской и Саратовской областей. Данные проекты гербов официально не утверждались.
Ныне действующий герб района был разработан при содействии Союза геральдистов России.
Авторская группа создания герба: идея герба — Александр Хоружий (п. Мучкапский) Константин Мочёнов (Химки), Сергей Янов (Малаховка); художник и компьютерный дизайн — Ольга Салова (Москва); обоснование символики — Вячеслав Мишин (Химки).